# Unanereis zghali
Unanereis zghali är en ringmaskart som beskrevs av Ben Amor 1980. Unanereis zghali ingår i släktet Unanereis och familjen Nereididae. Inga underarter finns listade i Catalogue of Life.